# A2 (diploma)
A2 is een oude benaming voor een bepaald type diploma, behaald in het Vlaamse Technisch secundair onderwijs. Hoewel de benaming al officieel werd afgeschaft in de jaren 1970, en nu officieel het diploma secundair onderwijs en HBO5 heet, is het gebruik ervan nog niet helemaal verdwenen. In personeelsadvertenties, aankondigingen van interimkantoren, zelfs bij de officiële VDAB, kwam men de benaming in het begin 21ste eeuw nog geregeld tegen als aanduiding van het vereiste diploma-niveau. 
De vroegere A2-verpleegkundige heet nu "gegradueerde verpleegkundige" (niveau HBO5), ter onderscheiding van een bachelor in de verpleegkundige (vroeger A1). De technische A2-opleiding werd hervormd tot de vierde graad van het beroepssecundair onderwijs, en behoort sinds 2009-2010 tot het HBO5-niveau.